# Mount Loch
Der Mount Loch liegt im australischen Alpine National Park im Bundesstaat Victoria. Mit seinen 1.865 Meter Gipfelhöhe ist er der sechsthöchste Berg in Victoria.
Zusammen mit dem südwestlich gelegenen Mount Hotham gehört er zum dortigen Skigebiet. An seinen Hängen entspringen der Cobungra River und der Bundara River.